# Blh (Rimava)
Der Blh (ungarisch Balog) ist ein kleiner, 52,5 km langer Fluss im Süden der Mittelslowakei.
Der Fluss entspringt im Gebirge Stolické vrchy unterhalb des 1121 m hohen Bergs Tŕstie bei Krokava und fließt überwiegend nach Süden. Zwischen Potok und Hrušovo liegt das Naturschutzgebiet Alúvium Blhu und erreicht hinter Drienčany den Stausee Teplý Vrch. Unterhalb der Staumauer, im Ort Teplý Vrch, nimmt der Blh die rechtsseitige Papča auf. Bei Veľký Blh verlässt der Fluss das Gebirgssystem des Slowakischen Erzgebirges und fließt nun im Talkessel Rimavská kotlina in südsüdöstlicher Richtung. Im weiteren Verlauf fließt der Blh an die Orte wie Uzovská Panica, Bátka, Radnovce, Cakov, Ivanice und Zádor vorbei, bevor er östlich von Rimavská Seč in die Rimava mündet.